# París-Roubaix 1963
La 61.ª edición de la París-Roubaix tuvo lugar el 7 de abril de 1963 y fue ganada por el belga Emile Daems, que fue segundo el año anterior. Se impuso batiendo al esprint a un grupo de 11 corredores.

## Clasificación final
| Posición | Ciclista          | Equipo                   | Tiempo     |
| -------- | ----------------- | ------------------------ | ---------- |
| 1        | Emile Daems       | Peugeot-BP               | 7h 03' 33" |
| 2        | Rik van Looy      | GBC-Libertas             | m. t.      |
| 3        | Jan Janssen       | Pelforth-Sauvage-Lejeune | m. t.      |
| 4        | Marcel Janssens   | Solo-Terrot              | m. t.      |
| 5        | Armand Desmet     | Faema-Flandria           | m. t.      |
| 6        | Raymond Poulidor  | Mercier-BP-Hutchinson    | m. t.      |
| 7        | Peter Post        | Dr. Mann                 | m. t.      |
| 8        | Tom Simpson       | Peugeot-BP               | m. t.      |
| 9        | Arthur Decabooter | Solo-Terrot              | m. t.      |
| 10       | Jozef Planckaert  | Faema-Flandria           | m. t.      |